# Les Anges dans nos campagnes
Les Anges dans nos campagnes est un célèbre cantique de Noël français, publié en 1842.
Les anges dans nos campagnes
Ont entonné l'hymne des cieux ;
Et l'écho de nos montagnes
Redit ce chant mélodieux :
Gloria in excelsis Deo.

## Histoire

### Un noël languedocien
La première publication de ce noël (texte et musique) date de 1842, au sein du recueil publié à Paris, Choix de cantiques sur des airs nouveaux pour toutes les fêtes de l'année, édité (et probablement arrangé) par Louis Lambillotte. Présenté sous le titre L'Écho des montagnes de Béthléem, il est présenté comme un « noël languedocien », et sa musique (dont l'air est censé être « nouveau ») est attribuée au compositeur « W. M. ».
Le cantique est republié l'année suivante, dans la version « texte seul » du même recueil chez l'éditeur parisien, mais aussi dans un recueil de même contenu publié en Belgique par Lambillotte. S'ensuivent plusieurs rééditions (avec musique : Paris, 1845, 1855, 1859, 1867, sans musique : Paris 1848, 1859 ; Tournai 1848, etc.) ; cependant ce cantique trouve rapidement sa place dans d'autres recueils, avec ou sans musique notée : Bordeaux 1846, Caen 1850, Paris, 1853, Lyon 1854, etc.

### Variantes; un noël lorrain?
On trouve dans certaines publications d'époque des variantes textuelles, concentrées sur la première strophe :
- En 1843, c'est dans la 7e édition de son Recueil de cantiques spirituels[8] que Jean-Nicolas Loriquet introduit le cantique en tant qu'« ancien noël », avec pour première strophe :

J'entends l'écho des montagnes
Redire l'air mélodieux
Que chantent dans nos campagnes
Les anges descendus des cieux :
Gloria in excelsis Deo.
Cette version se trouve dans quelques publications ultérieures.
- En 1843 encore, Félix Dupanloup l'inclut dans son Manuel[9] (paru chez le même éditeur que le Recueil de Lambillotte), là encore en tant qu'« ancien noël », avec pour première strophe :

J'entends là-bas dans la plaine
Les anges descendus des cieux,
Chanter à perte d'haleine
Ce cantique mélodieux :
Gloria in excelsis Deo.
Cette version est aussi parfois reprise au XIXe siècle, et selon François Pérennès c'est l'originale : dans son Dictionnaire de noëls (1867), il la qualifie de « vieux noël » et même d'« ancien noël lorrain », et bien qu'il fasse mention des Anges dans nos campagnes, c'est J'entends là-bas dans la plaine qui a l'honneur d'être présenté avec la notation musicale.

### Postérité
Les anges dans nos campagnes a sans conteste été très populaire dès le milieu du XIXe siècle ; en témoigne ce compte-rendu d'un service tenu le 7 janvier 1858 à Paris :
Après la sainte Messe [...], pendant que les fraîches et innocentes voix des jeunes orphelines de Saint-Roch chantaient les joyeux cantiques : Les Anges dans nos campagnes, etc. Il est né le divin Enfant, etc. [...]
De nombreux arrangements ont été produits. François-Auguste Gevaert publie son arrangement sous le titre Le Message des anges, dans un cycle nommé Quatre Noëls du XIIIe siècle (sic !).

## Sujet
Ce chant de Noël évoque l'apparition de l'ange du Seigneur, accompagné d'une troupe de l'armée céleste, aux bergers qui gardaient leurs troupeaux non loin de Bethléem au moment de la naissance de Jésus-Christ. Le récit est rapporté dans l'Évangile selon Luc, chapitre 2, versets 8 à 14 :
« Il y avait, dans cette même contrée, des bergers qui passaient dans les champs les veilles de la nuit pour garder leurs troupeaux. Et voici, un ange du Seigneur leur apparut, et la gloire du Seigneur resplendit autour d'eux. Ils furent saisis d'une grande frayeur. Mais l'ange leur dit : Ne craignez point ; car je vous annonce une bonne nouvelle, qui sera pour tout le peuple le sujet d'une grande joie : c'est qu'aujourd'hui, dans la ville de David, il vous est né un Sauveur, qui est le Christ, le Seigneur. Et voici à quel signe vous le reconnaîtrez : vous trouverez un enfant emmailloté et couché dans une crèche. Et soudain se joignit à l'ange une troupe de l'armée céleste, louant Dieu et disant :
Gloire à Dieu, au plus haut des cieux, et sur terre, paix aux hommes, objets de la bienveillance divine. »
Le refrain reprend, en vocalises, cette dernière phrase, en latin :
Gloria in excelsis Deo (bis).
(Traduction: Gloire à Dieu au plus haut des cieux)

## Versions anglaises
Le poème de Noël Angels from the Realms of Glory (en) du poète écossais James Montgomery, publié pour la première fois en 1816, et qui n'est pas une traduction du texte du cantique français, est souvent chanté sur l'air du cantique, mais cette association du poème anglais avec l'air français ne remonte qu'à l'Oxford Book of Carols de 1924. Aux États-Unis, on chante plutôt une adaptation de 1862 par James Chadwick (évêque) (en) intitulée Angels We Have Heard on High, qui emploie une mélodie légèrement différente.

## Usage cinématographique
Dans le film Un taxi pour Tobrouk sorti en 1960, Charles Aznavour reprend la mélodie en adaptant les paroles. La chanson est ainsi rebaptisée La Marche des Anges.
Dans le film chinois The Flowers of War (2011) réalisé par Zhang Yimou, le chant de Noël est interprété par un chœur de filles dans l'une des scènes clés du film.
Il apparaît également dans le film américain Arrête-moi si tu peux (2002) de Steven Spielberg, avec Leonardo DiCaprio et Tom Hanks. Dans la scène où la police arrive à l'imprimerie de Montrichard, en France, où Frank (le personnage de DiCaprio) imprime les faux chèques, le cantique est chanté par la chorale de l'église de l'autre côté de la rue.

## Partition

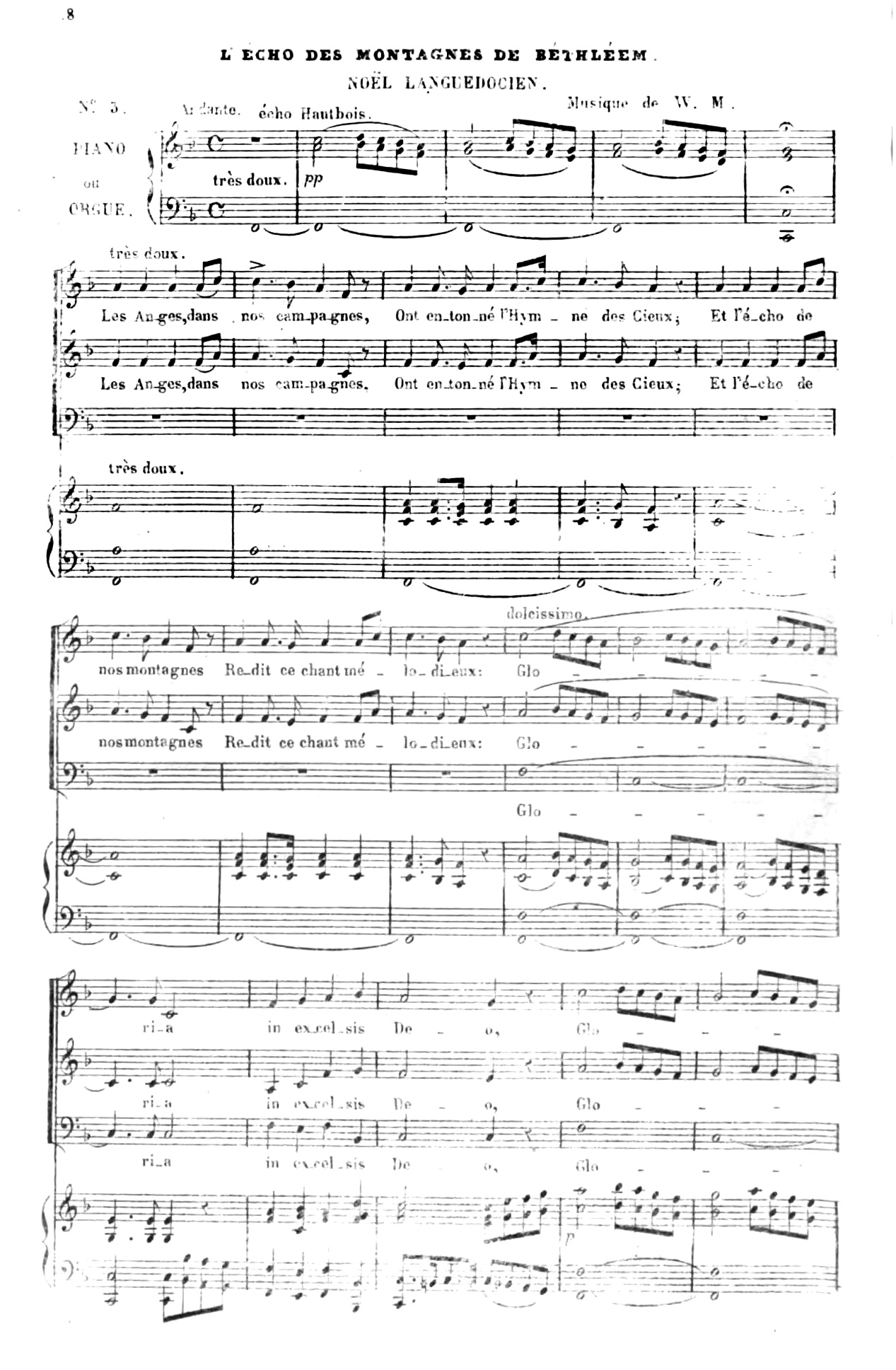
in Louis Lambillotte : Choix de cantiques sur les airs nouveaux pour toutes les fêtes de l'année, Paris 1855
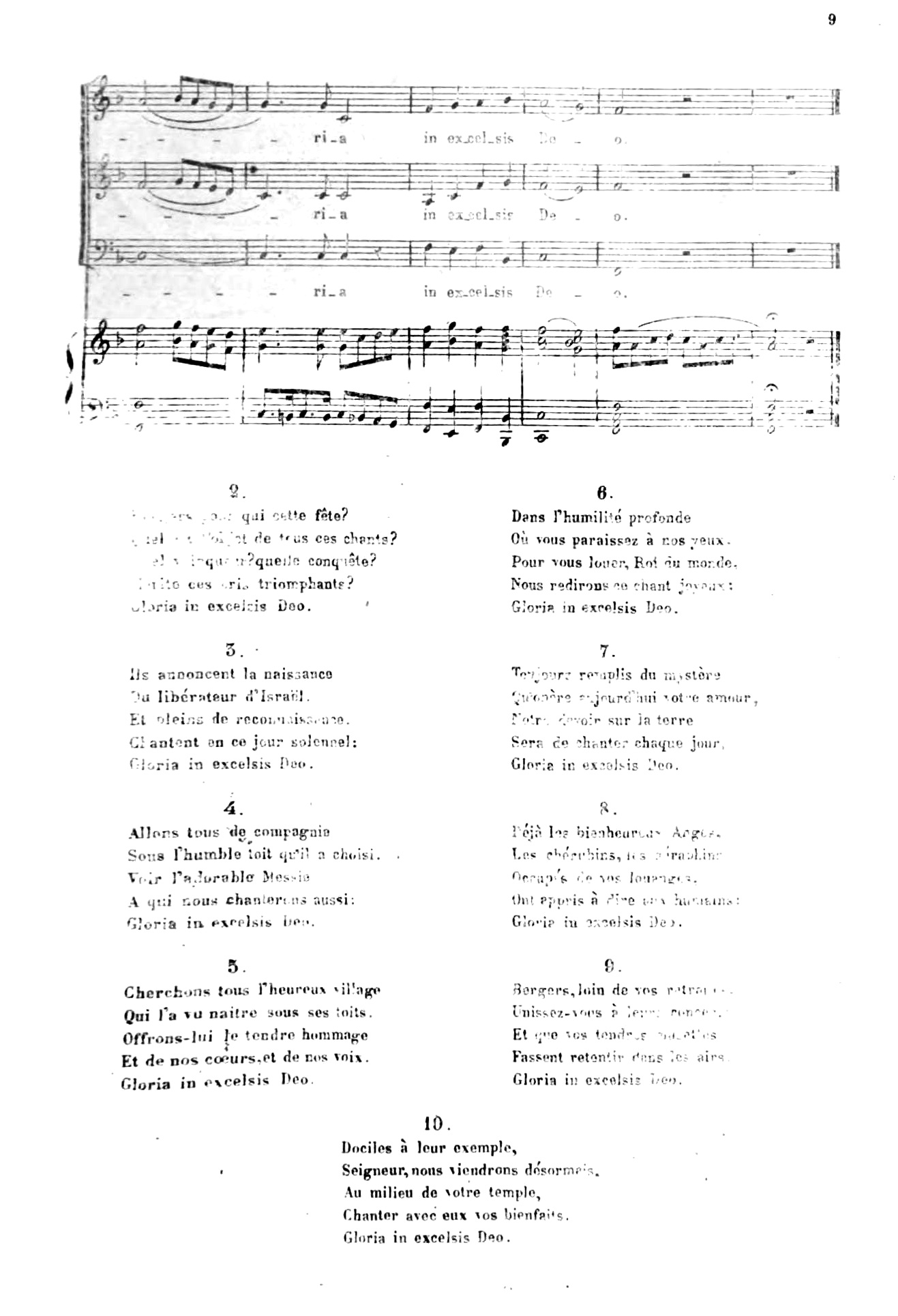